# Wampiriada
Wampiriada – studencka kampania honorowego krwiodawstwa organizowana w środowisku akademickim przez Niezależne Zrzeszenie Studentów. Wampiriada to zbiórki krwi organizowane najczęściej w ośrodkach akademickich, którym często towarzysza akcje zapisywania się do bazy dawców szpiku kostnego. Misją Wampiriady jest rozpowszechnianie idei honorowego krwiodawstwa, zdrowego trybu życia, a także zwiększanie świadomości społeczeństwa na temat dawstwa szpiku kostnego. 
Organizowana cyklicznie, dwa razy w roku – jesienią i wiosną – na wielu uczelniach wyższych w całym kraju, w miastach takich jak Białystok, Bydgoszcz, Gdańsk, Katowice, Kraków, Lublin, Łódź, Opole, Poznań, Słupsk, Szczecin, Toruń, Warszawa, Wrocław, Zielona Góra czy Rzeszów.

## Historia
Po raz pierwszy odbyła się na Politechnice Krakowskiej w grudniu 2000 roku. Jej pomysłodawcą i organizatorem był Przemysław Miłoń, przewodniczący NZS Politechniki Krakowskiej. Krótko potem podobne akcje zaczęły masowo organizować Samorządy Studentów i inne organizacje studenckie.
Druga edycja objęła swoim zasięgiem siedem krakowskich uczelni, są to: Politechnika Krakowska, Uniwersytet Ekonomiczny, Uniwersytet Jagielloński, Akademia Wychowania Fizycznego, Akademia Górniczo-Hutnicza, Akademia Rolnicza i Uniwersytet Pedagogiczny. Do udziału w kolejnej edycji – jesiennej w 2001 roku – przyłączyły się ośrodki akademickie z Tarnowa, Rzeszowa i Nowego Sącza. W 2002 roku akcja objęła większość ośrodków akademickich, w których NZS istniał, a w wielu ośrodkach, w których NZS nie był zarejestrowany akcje organizowano we własnym zakresie.
Jesienią 2013 roku ruszyła jubileuszowa, 25. edycja projektu.

## Cele i przebieg akcji
Wampiriada jest jednym ze sztandarowych projektów NZS-u i obejmuje swym zasięgiem cały kraj. Misją Wampiriady jest szerzenie idei honorowego krwiodawstwa oraz promowanie zdrowego trybu życia, nie tylko wśród studentów, ale również mieszkańców miast akademickich. Oprócz tego podejmowane są starania zwiększenia świadomości społeczeństwa na temat istotności zbiórek szpiku kostnego, przeprowadzania badań profilaktycznych a także umiejętności udzielania pierwszej pomocy.
Akcja odbywa się w tym samym czasie na różnych uczelniach w kraju przy czym działania organizacyjne podejmowane są nie tylko na poziomie akademickim ale i na szczeblu regionalnym oraz ogólnopolskim. Całością prac projektowych kieruje Centrum Krajowe, któremu przewodniczy wybrany w konkursie koordynator.
Koordynatorzy ogólnopolscy projektu (od 2010 roku):  
- 2010/2011: Małgorzata Alf (NZS Uniwersytetu Marii Curie-Skłodowskiej w Lublinie)
- 2011/2012: Milena Kamińska (NZS Uniwersytetu Ekonomicznego w Katowicach)
- 2012/2013: Dominik Stępień (NZS Uniwersytetu w Białymstoku)
- 2013/2014: Marta Józefiak (NZS Wrocław)
- 2014/2015: Monika Prudło (NZS Szkoły Głównej Handlowej w Warszawie)
- 2015/2016: Agata Kochalska (NZS Uniwersytetu Gdańskiego)
- 2016/2017 i 2017/2018: Anna Lach (NZS Uniwersytetu Warszawskiego)
- 2018/2019: Weronika Szczypkowska (NZS Uniwersytetu Ekonomicznego we Wrocławiu)
- 2019/2020: Emilia Deputat (NZS Uniwersytetu w Białymstoku)

Zespół krajowy przygotowuje również finałową imprezę podsumowującą akcję. Finał projektu odbywa się pod koniec roku akademickiego i jest zwieńczeniem całorocznej pracy poszczególnych OU. Organizowany jest wtedy koncert charytatywny w podziękowaniu dla krwiodawców i osób zaangażowanych w projekt.
W 2015 roku edycja jesienna Wampiriady objęła swoim zasięgiem 35 uczelni. 5,7 tysiąca osób oddało wtedy ponad 2,5 tysiąca litrów krwi.